# Ad-Dachla-Wadi az-Zahab
Ad-Dachla-Wadi az-Zahab (arab. ‏الداخلة - وادي الذهب‎; fr. Dakhla-Oued Ed-Dahab) – region administracyjny w Maroku, w południowej części kraju, obejmujący południową część spornego terytorium Sahary Zachodniej. W 2014 roku liczył 143 tysiące mieszkańców. Siedzibą administracyjną regionu jest Ad-Dachla. Jego obecna nazwa została wprowadzona w 2015 roku, poprzednio nazywał się Wadi az-Zahab-Al-Kuwajra (‏وادي الذهب لكويرة‎).
Region dzieli się na dwie prowincje:
- Ad-Dachla
- Ausard